# Еклисиологија
Еклисиологија (грч. έκκλησιολογία од грч. εκκαλέω - сазвати, сазив, скупштина, сабор) - у ужем смислу означава саборност као један од битних атрибута Цркве. У ширем значењу, еклисиологија је учење ο Цркви као богочовечанском телу, заједници Бога, Анђела, провођених, светих, и верника - чланова Цркве на земљи. У смислу теологије еклисиологија је завршни део градива догматике, који обрађује питање о Цркви.

## Област делатности
Као наука, еклисиологија се бави питањем Цркве, њеном: улогом, местом, положајем, поруком, уређењем, делатношћу, организацијом, итд. како у овом свету, тако и у будућем веку. С обзиром да су основна теолошка питања другог миленијума везана за питање „Шта је Црква?", то указује и наглашава важност ове богословске дисциплине, и намеће потребу њеног правилног схватања, а тиме и проучавања. 